# 옥죽포항
옥죽포항(玉竹浦港)은 인천광역시 옹진군 대청면 대청리, 대청도 섬의 북쪽 해안에 있는 어항이다. 지방어항으로 지정하여 관리되고 있다. 시설관리자는 옹진군수이다.

## 어항구역
옥죽포항의 어항구역은 다음과 같다.
- 아래의 ㉮ ㉯ ㉰ ㉱ 지점을 연결한 선내의 해역 (138,000m2)
  - ㉮ : 옥죽포항 북측방파제 시작부에서 N23˚ W방향으로 100m 지점 (X:483,223.12, Y:174,163.19), (37˚50′54.54″N, 124˚42′23.20″E)
  - ㉯ : ㉮점에서 N63˚E방향으로 300m 이동한 지점 (X:483,360.05, Y:174,430.12), (37˚50′59.01″N, 124˚42′34.01″E)
  - ㉰ : ㉯점에서 S27.2˚E방향으로 420m 이동한 지점 (X:482,986.35, Y:174,621.82), (37˚50′46.91″N, 124˚42′41.98″E)
  - ㉱ : ㉰점에서 S62.8˚W방향으로 315m 이동한 지점 (X:482,842.09, Y:174,340.60), (37˚50′42.20″N, 124˚42′30.50″E)
- 어항관련 사업으로 조성된 육역(방파제, 방사제 등)
  - 487-15제, 487-16제, 487-39제, 487-40제, 487-41제,487-42잡
  - 시유지 : 8,201m2

## 어항 시설
어업활동을 위한 방파제, 선착장 및 물양장 시설이 잘되어 있다. 급유는 면세유가 제공되고 급수는 자체 조달하여야 하며, 선박수리는 삼구선박을 이용하면 된다.

## 주변 관광
옥죽포항 주변에는 금빛 모래와 소나무 숲이 우거진 옥죽포, 사탄동 해수욕장이 있으며, 해안류에 의하여 운반된 모래가 바람에 밀려 낮은 구릉 모양으로 쌓여서 형성된 해안사구인 모래사막 언덕이 옥죽포항의 남동쪽에 있다.